# Vanneboda
Vanneboda är en småort 1 km öster om Frövi i Näsby socken i Lindesbergs kommun.
Vanneboda har historiskt haft en stor betydelse för malmtrafiken och godstrafiken till och från Bergslagen. Trafiken mellan Frövi och Ludvika var omfattande med omkring 300 godsvagnar per dygn som växlades i Vanneboda. Därtill kom trafiken från Örebro. Totalt hade stationen år 1901 ett 30-tal ordinarie tåg per dygn.